# Reisseronia magna
Reisseronia magna är en fjärilsart som beskrevs av Peter Hättenschwiler 1982. Reisseronia magna ingår i släktet Reisseronia och familjen säckspinnare. Inga underarter finns listade.